# Paolo Emilio Evangelisti
(Menotti Garibaldi)
Paolo Emilio Evangelisti (Genova, 17 gennaio 1840 – Roma, 24 novembre 1897) è stato un patriota italiano, la sua giubba rossa (con il foro di uscita del proiettile) è esposta al Museo del Risorgimento di Genova.

## Biografia
Figlio di Filippo Evangelisti e di Anna Paganetto, nacque a Genova il 17 gennaio 1840; a 17 anni si associa al programma mazziniano e partecipa ai moti rivoluzionari scoppiati a Genova e in tutta Italia. Il 5 maggio 1860 parte da Genova con la spedizione dei Mille sbarcando l'11 maggio a Marsala venendo poi ferito con una fucilata in pieno viso nella battaglia di Calatafimi. Ricoverato in ospedale, fugge per riunirsi ai Mille coi quali partecipa ugualmente alla conquista della Sicilia; il 19 agosto sbarca in Calabria e combatte fino al 1º ottobre 1860 venendo ferito con una fucilata che lo trapassò dal viso uscendo dalla schiena nella battaglia dei Ponti della Valle a Maddaloni. Dopo il ricovero di sei mesi all'Ospedale di Napoli venne nominato Capitano facendo richiesta di ammissione all'esercito ma non fu ammesso per non essersi presentato alla leva. Per lo stesso motivo gli fu negata la medaglia al valore proposta dal generale Nino Bixio; fu poi ammesso nell'Esercito col grado di Sottotenente, ma fu ferito gravemente in un duello con Achille Fazzari, così entrò nelle Poste per prendere la pensione dei Mille.
Datosi poi al commercio tornò alle armi nel 1866 richiamato come Capitano nel 1º Reggimento Volontari, venne trasferito al comando della 1ª Compagnia del Battaglione Bersaglieri Genovesi (comandato da Antonio Mosto) nel quale prese parte alla battaglia di Monte Suello il 3 luglio meritandosi la medaglia d'argento al valore. Terminata la guerra ritornò nuovamente al commercio e nel 1867 fu nominato da Garibaldi Maggiore e destinato al comando della colonna che partecipò alla campagna per la liberazione di Roma al fianco di Giovanni Nicotera. Terminata questa campagna tornò al commercio ed emigrò a Londra dove si stabilì come rappresentante e interprete (avendo tre figli sposando l'inglese Caroline Hutton); fu incaricato da Nino Bixio di assistere alla costruzione della nave Maddaloni a Newcastle upon Tyne, dove rimase per dieci anni. Soffrendo di reumatismi ritorna in Italia ospite di vecchi compagni d'arme saliti al potere, entrò quindi al Ministero dell'Agricoltura, Industria e Commercio come Ispettore Forestale. Morì a Roma il 24 novembre 1897.